# Culex richei
Culex richei är en tvåvingeart som beskrevs av Klein 1970. Culex richei ingår i släktet Culex och familjen stickmyggor.
Artens utbredningsområde är Kambodja. Inga underarter finns listade i Catalogue of Life.